# Suru
Suru – wieś w Estonii, w prowincji Harju, w gminie Kuusalu.